# Bonghwang-myeon
Bonghwang-myeon (koreanska: 봉황면) är en socken i stadskommunen Naju i provinsen Södra Jeolla i den sydvästra delen av Sydkorea, 290 km söder om huvudstaden Seoul.